# 吉姆·克拉克 (赛艇运动员)
詹姆斯·“吉姆”·克拉克（英語：James "Jim" Clark，1950年7月15日—），英国男子赛艇运动员。他曾代表英国参加1972年、1976年和1980年夏季奥林匹克运动会赛艇比赛，其中1976年奥运会获得一枚银牌。